# القراية (العدين)

تعديل مصدري - تعديل

القراية محلة تابعة لقرية الغضيبة، التابعة لعزلة الغضيبة بمديرية العدين إحدى مديريات محافظة إب في الجمهورية اليمنية، بلغ تعداد سكانها 83 حسب تعداد اليمن لعام 2004.